# Lipno nad Vltavou
Lipno nad Vltavou è un comune della Repubblica Ceca facente parte del distretto di Český Krumlov, in Boemia Meridionale.